# Johann Adolph Kielmann von Kielmannsegg

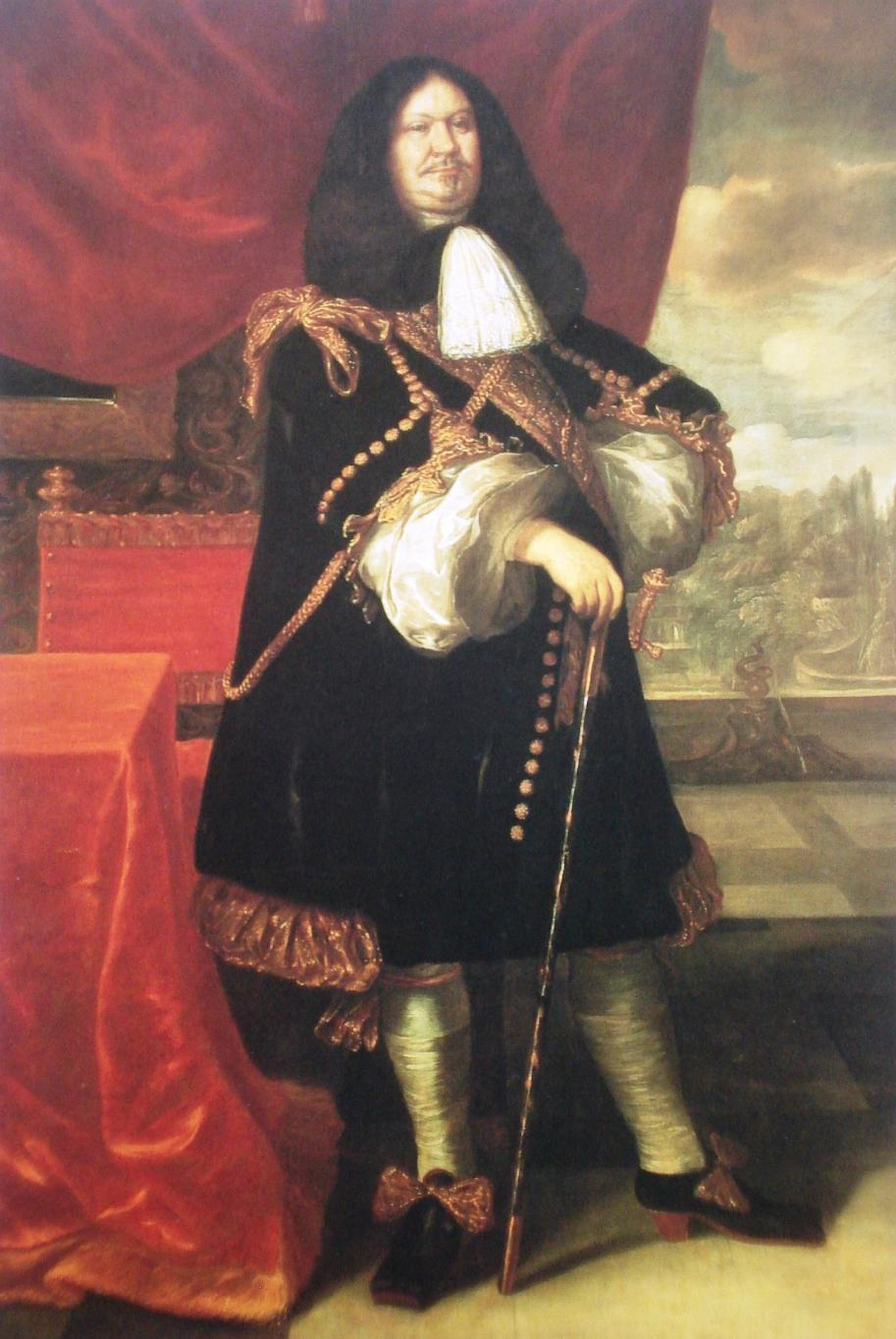
Johann Adolph Kielmann von Kielmannsegg (Gemälde von Jürgen Ovens)

Johann Adolph (I.) Kielmann von Kielmannsegg (auch Kielmannseck; * 15. Oktober 1612 in Itzehoe; † 8. Juli 1676 in Kopenhagen) war ein Jurist und Hofkanzler des Herzogs von Schleswig-Holstein-Gottorf. Er spielte eine wichtige Rolle für die Gründung der Universität Kiel und begründete das in Holstein und Hannover ansässige Adelsgeschlecht Kielmansegg.

## Leben
Johann Adolph Kielmann war Sohn des Klosterhofmeisters des Damenstiftes Itzehoe Johann Kielmann (* vor 1580; † 1629) und dessen zweiter Ehefrau Anna Runge.
Nach dem Besuch der örtlichen Schule besuchte Kielmann ab 1626 das Katharineum zu Lübeck, wo er im Haus des Rektors Johann Kirchmann lebte. Bereits 1627 immatrikulierte er sich an der Universität Rostock, studierte ab 1629 in Leiden und nach dem Tod des Vaters in Wittenberg und Leipzig und promovierte 1633 in Jena zum Dr. juris. Nach einer Reise durch Holland, Frankreich und Deutschland ließ er sich in Itzehoe als Advokat nieder. Nachdem ihm die schleswig-holsteinische Ritterschaft kurzzeitig das Amt des Landschaftssyndikus übertragen hatte, wurde er 1636 als Rat Herzog Friedrichs III. an den Gottorfschen Hof nach Schleswig berufen.

### Aufstieg unter Friedrich III.
Im Jahr 1640 vertrat er das Herzogtum Holstein auf dem Reichstag in Regensburg. Dort schloss er Bekanntschaft mit dem im kaiserlichen Dienst stehenden Heinrich von Kielman von Kielmanseck. Beide beschlossen, ihre Familien zu vereinen. Am 10. Mai 1641 erhob Kaiser Ferdinand III. Johann Adolph Kielmann in den erblichen Freiherrenstand und erteilte den beiden Familien ein gemeinsames Wappen, 1652 wurde Kielmann in den persönlichen Grafenstand erhoben und erhielt das Prädikat von Kielmannsegg. Für Holstein verhandelte er auf dem Reichstag erfolgreich über die Grafschaft Holstein-Pinneberg, die nach dem Tod des letzten Grafen von Schauenburg und Holstein 1640 vakant geworden war und nun als Herrschaft Pinneberg zu drei Fünfteln in den Besitz des Königs von Dänemark als Herzog von Holstein und zu zwei Fünfteln an das Haus Gottorf ging. Ebenfalls gelang es ihm, die Bestätigung der von Herzog Johann Adolf eingeführten Primogenitur und die vorläufige Erlaubnis zur Gründung einer Universität zu erreichen. Nach seiner Rückkehr wurde er 1641 zum Geheimrat und 1644 zum Kanzler und damit zum wichtigsten Beamten des Gottorfer Hofs berufen. Weitere Ämter und Nebeneinkünfte folgten.
Anders als seine Amtsvorgänger, die im Dreißigjährigen Krieg eine Politik der Neutralität verfolgt hatten, drängte Kielmann auf Annäherung an Schweden. Ein erster Erfolg war 1654 die Hochzeit von Hedwig Eleonora von Schleswig-Holstein-Gottorf mit dem schwedischen König Karl X. Gustav. Im Zweiten Nordischen Krieg 1657 verhandelte Kielmann mit Schweden über einen Bündnisvertrag, der die volle Souveränität des Herzogtums und die Aufhebung der Gemeinschaftlichen Regierung mit Dänemark zum Ziel hatte. Der Frieden von Roskilde vom 16. Februar 1658 brachte Gottorf jedoch nur einen Teilerfolg, denn mit Rücksicht auf den Vertrag von Ripen wurde die Gemeinschaftliche Regierung nicht aufgehoben. Doch schon am 7. August 1658 griff Schweden Dänemark erneut an und diesmal blieb Dänemark trotz der anderthalbjährigen Belagerung von Kopenhagen siegreich. Im Frieden von Kopenhagen 1660 wurden Kielmanns bisherigen Erfolge um die Souveränität des Hauses Gottorf zunichtegemacht.

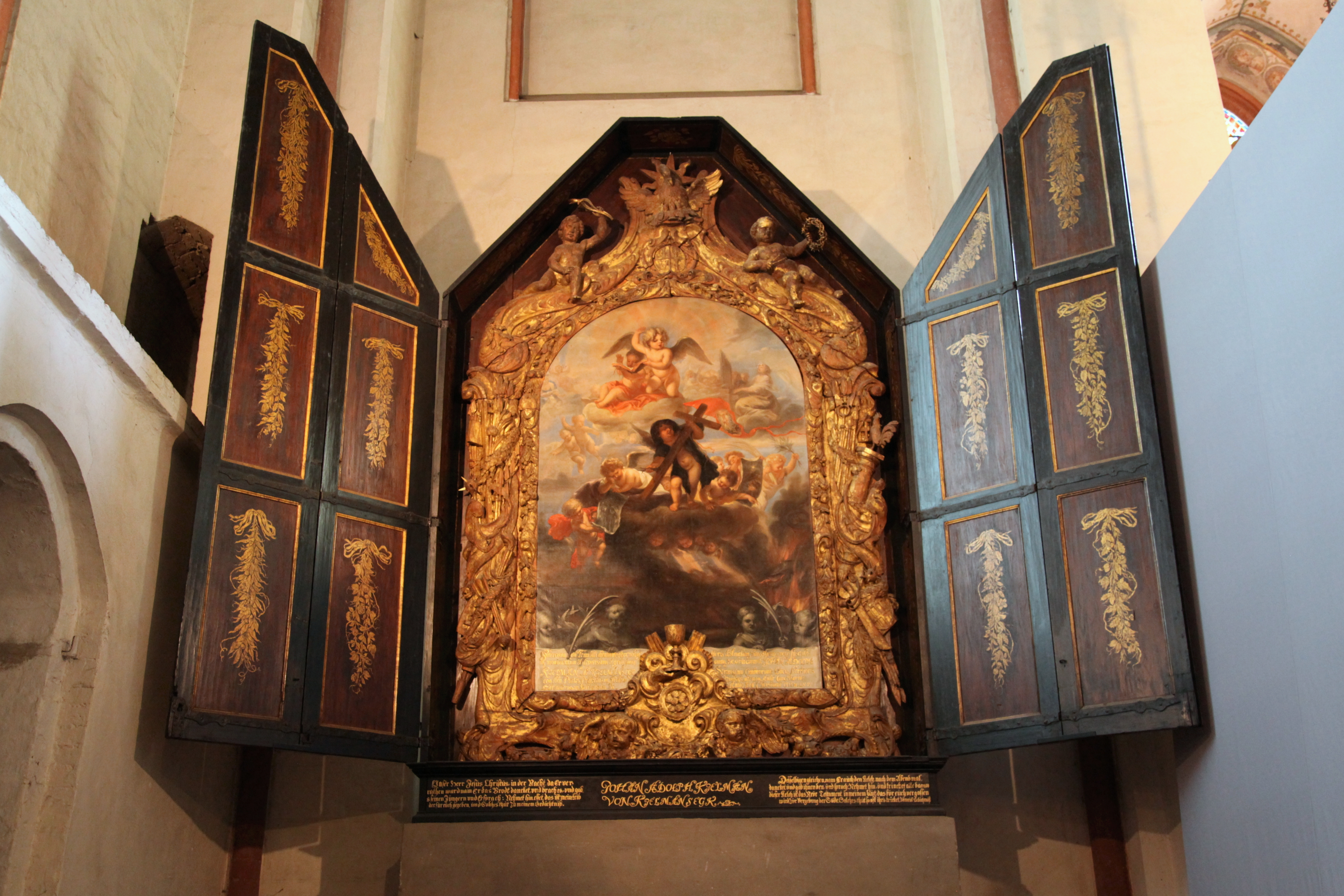
1664 von Kielmann gestifteter Altar im Schleswiger Dom, dessen Altarbild von Jürgen Ovens gemalt wurde.

### Machtposition unter Christian Albrecht
Inzwischen war Herzog Friedrich gestorben und seine Witwe Maria Elisabeth von Sachsen versuchte gemeinsam mit dem Landadel, Kielmann aus dem Amt zu drängen. Doch Friedrichs Sohn und Nachfolger Herzog Christian Albrecht bestätigte Kielmanns Stellung und ernannte ihn zusätzlich zum Kammerrat und 1662 zum Regierungs- und Kammerpräsidenten, so dass Kielmann nun die Macht allein in der Hand hielt.
Schon 1661 schloss Kielmann einen Geheimvertrag mit Schweden, die dem kleinen Herzogtum Gottorf die volle Souveränität zusicherte. Doch war kaum ein anderer Staat bereit, Gottorfs Unabhängigkeit zu bestätigen, weil sie nicht das Verhältnis zu Dänemark beschädigen wollten. Denn auch wenn das Lehensverhältnis im Herzogtum Schleswig zu Dänemark aufgehoben war, so bestand die Abhängigkeit bei der Gemeinschaftlichen Regierung der adligen Güter fort. Zudem machten Auseinandersetzungen um die Grafschaft Oldenburg, dessen Graf Anton Günther 1667 ohne Nachkommen starb, eine Einigung mit Dänemark nötig, denn der Graf hatte König und Herzog gleichermaßen als Erben eingesetzt. Kielmann und seinem Sohn Friedrich Christian gelang es, einen Ehevertrag zwischen Christian Albrecht und Friederike Amalie, der Tochter von König Friedrich III. von Dänemark, auszuhandeln. Gleichzeitig wurde der Glückstädter Vergleich geschlossen, der das Verhältnis zwischen Dänemark und Gottorf normalisierte. Inzwischen besaß Dänemark mit dem Königsgesetz von 1665 eine absolutistische Verfassung, durch die der Adel entmachtet, der Reichsrat aufgelöst und alle Lehen eingezogen wurden.

### Universitätsgründung und persönliche Bereicherung
Besondere Verdienste erwarb sich Kielmannsegg bei der Gründung der Christian-Albrechts-Universität zu Kiel, für die der Kaiser auf sein Drängen schon 1652 das Privileg erteilt hatte. Aus diesem Anlass erwirkte Herzog Friedrich anschließend seine Erhebung in den persönlichen Grafenstand. Erst 1665 brachte Christian Albrecht die Universitätsgründung zur Ausführung. Bei der Einweihungsfeier repräsentierte Kielmann den Kaiser und wurde anlässlich dieses Ereignisses von Jürgen Ovens wie ein Fürst in Lebensgröße gemalt. Seine beiden bei der Einweihung gehaltenen Reden wurden 1666 gedruckt in der torquato historia inaugurationis.
Kielmanns steigender Einfluss und Reichtum zeigte sich auch darin, dass er zusätzlich zu seinen bereits genannten Hofämtern im Laufe der Jahre zum Amtmann in fünf Ämtern, Domherr zu Schleswig und Propst des Schleswiger St. Johannisklosters ernannt wurde. Diese Ernennungen erfolgten meist als Gegenleistung für an den stets unter Geldmangel leidenden Herzog vergebene Kredite. Aus den Einkünften seiner Ämter häufte Kielmann ein erhebliches Vermögen auf – in 30 Jahren wuchs es um mehr als das Zwanzigfache. 1650 verkaufte Johann Adolph Kielmann das Amt Barmstedt an Christian zu Rantzau (Grafschaft Rantzau), dafür überließ dieser ihm die Stelle als Dompropst in Hamburg.

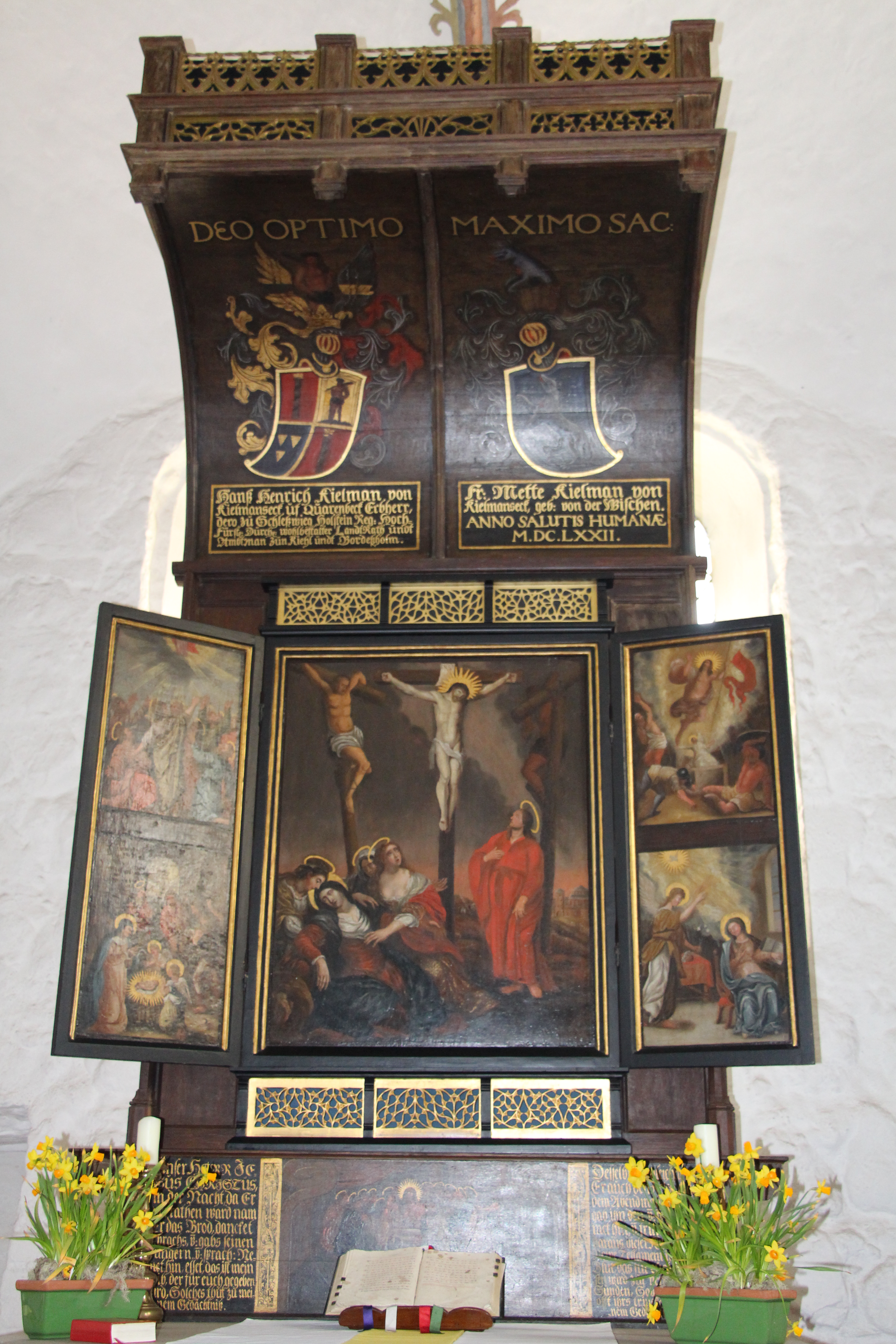
Von Hans Heinrich Kielman von Kielmansegg gestifteter Altar der Kirche in Brügge mit dem Wappen der Familie

1662 wurde Kielmann zusammen mit seinen Söhnen in die schleswig-holsteinische Ritterschaft aufgenommen. Er erwarb die vier adligen Güter Satrupholm, Oppendorf, Kronshagen und Bundesbüll. In Hamburg kaufte er – mittels eines Strohmanns, da Adligen der Besitz von Grundstücken in Hamburg verboten war – ein Palais am Speersort, das er später heimlich an den Herzog verkaufte. Das Portal dieses im Zweiten Weltkrieg zerstörten Palais befindet sich heute vor dem Museum für Hamburgische Geschichte.
Auch seine Söhne beteiligte Kielmann an den Regierungsgeschäften und versorgte mit Ämtern und Gütern. So wurde sein ältester Sohn Hans Heinrich Kielman von Kielmansegg Gutsherr von Quarnbek und Amtmann von Kiel und Bordesholm. Friedrich Christian erhielt die Ämter Trittau, Reinbek und Mohrkirch und wurde Vizepräsident seines Vaters.

### Eskalation der Auseinandersetzung mit Dänemark, Gefangennahme und Tod
Mit dem Regierungsantritt von Christian V. von Dänemark brachen die Feindseligkeiten zwischen Dänemark und Schweden erneut aus. Bereits 1670 schloss der neue dänische König unter Umgehung der Gottorfer Ansprüche auf Oldenburg und Delmenhorst einen Vertrag mit Herzog Joachim Ernst von Schleswig-Holstein-Sonderburg-Plön, einem der Abgeteilten Herren, die zwar mit dem Haus Oldenburg verwandt und deshalb auch erbberechtigt waren, aber politisch keinen Einfluss besaßen und unter ständiger Geldnot litten. Der verstorbene Anton Günther von Oldenburg war mit seiner Nichte Sophie Katharina von Schleswig-Holstein-Sonderburg verheiratet gewesen. Joachim Ernst akzeptierte eine finanzielle Entschädigung für den Verzicht auf Oldenburg und Delmenhorst und Christian V. erklärte sich zum alleinigen Erben. Kielmann reiste daraufhin 1671 mit Herzog Christian Albrecht nach Stockholm und erneuerte das frühere Schwedisch-gottorfische Bündnis gegen Dänemark. In Schleswig, nahe am dänischen Einflussgebiet, fühlte er sich deshalb nicht mehr sicher, weshalb er sich in sein Hamburger Haus zurückzog. Dort verhandelte er 1672/73 mit dem Vertreter der dänischen Regierung Ulrik Fredrik Gyldenløve über eine Entschädigung für den Gottorfer Verzicht auf Oldenburg. Doch Dänemark zahlte die vereinbarte Summe nicht, wofür Kielmann seinen Sohn Friedrich Christian verantwortlich machte, der seine Stellung am Hof übernommen hatte. Ein neuer Vertrag mit Schweden legte 1774 fest, dass Gottorf nicht ohne schwedische Unterstützung mit Dänemark über Oldenburg verhandeln dürfe.
Zwar bemühte sich Kielmann weiterhin um Ausgleich mit Dänemark, doch hatte inzwischen Schweden Brandenburg den Krieg erklärt und Dänemark fürchtete, dass Schweden ihm über Gottorf in den Rücken fallen könnte. Herzog Christian Albrecht, Kielmann und seine Söhne wurden mit dem Angebot, über Kielmanns Vorschlag, dem Herzog das Amt Tondern als Entschädigung für Oldenburg zu geben, zu verhandeln, nach Rendsburg gelockt. Dort nötigte König Christian V. stattdessen den Herzog zum Rendsburger Rezess vom 10. Juli 1675, in dem der Gottorfer Kleinstaat auf seine Souveränität und alle fremden Bündnisse verzichten musste. Der Herzog begab sich nach Hamburg, um aus dem sicheren Ausland gegen den aufgezwungenen Vertrag zu protestieren. Kielmann dagegen, der sich hatte verpflichten müssen, das Land nicht zu verlassen, wurde mit seinen drei Söhnen von den Dänen gefangen genommen und nach Kopenhagen abgeführt. In einem Sendschreiben eines Daenemarkischen von Adel an seinen guten Freund in Deutschland … wurde unter anderem behauptet, dass Kielmann die Uneinigkeit zwischen dem königlichen und herzoglichen Hause befördert hätte. Zwar konnte Kielmann sich durch die Zahlung von 100 000 Reichstalern Hafterleichterung und Aussetzung des Prozesses erkaufen, doch nach vier Monaten im Gefängnis starb er – Gerüchten zufolge aufgrund einer Vergiftung.
Seine Söhne wurden im folgenden Jahr freigelassen, verließen jedoch Schleswig-Holstein, weil Christian Albrecht gegen sie und postum gegen Kielmann selbst einen Prozess wegen Veruntreuung anstrengen wollte. Kielmann hatte 100.000 Reichstaler dem Agenten Ägidius Henning in Hamburg zur Verwahrung gegeben; 50.000 überwies dieser den Söhnen, womit sie sich freikauften. Um die Herausgabe der anderen Hälfte prozessierten die Nachfahren Kielmanns noch für vier Generationen gegen Hennings Schwiegersohn Paul Kohlblatt auf Gut Hemmelmark, der 1698 (angeblich mit diesem Geld) das Gut Schrevenborn erworben hatte. Das Reichskammergericht unterstützte die Söhne Kielmanns, der Reichshofrat hingegen Kohlblatt und seine Nachkommen. Erst in der vierten Generation kam es 1737 zu einem Vergleich, gegen Zahlung von 19.000 Rthlr. an Georg Ludwig von Kielmansegg blieb das Gut Schrevenborn bei der schwedischen Familie von Mevius, Nachfahren des Kohlblatt.

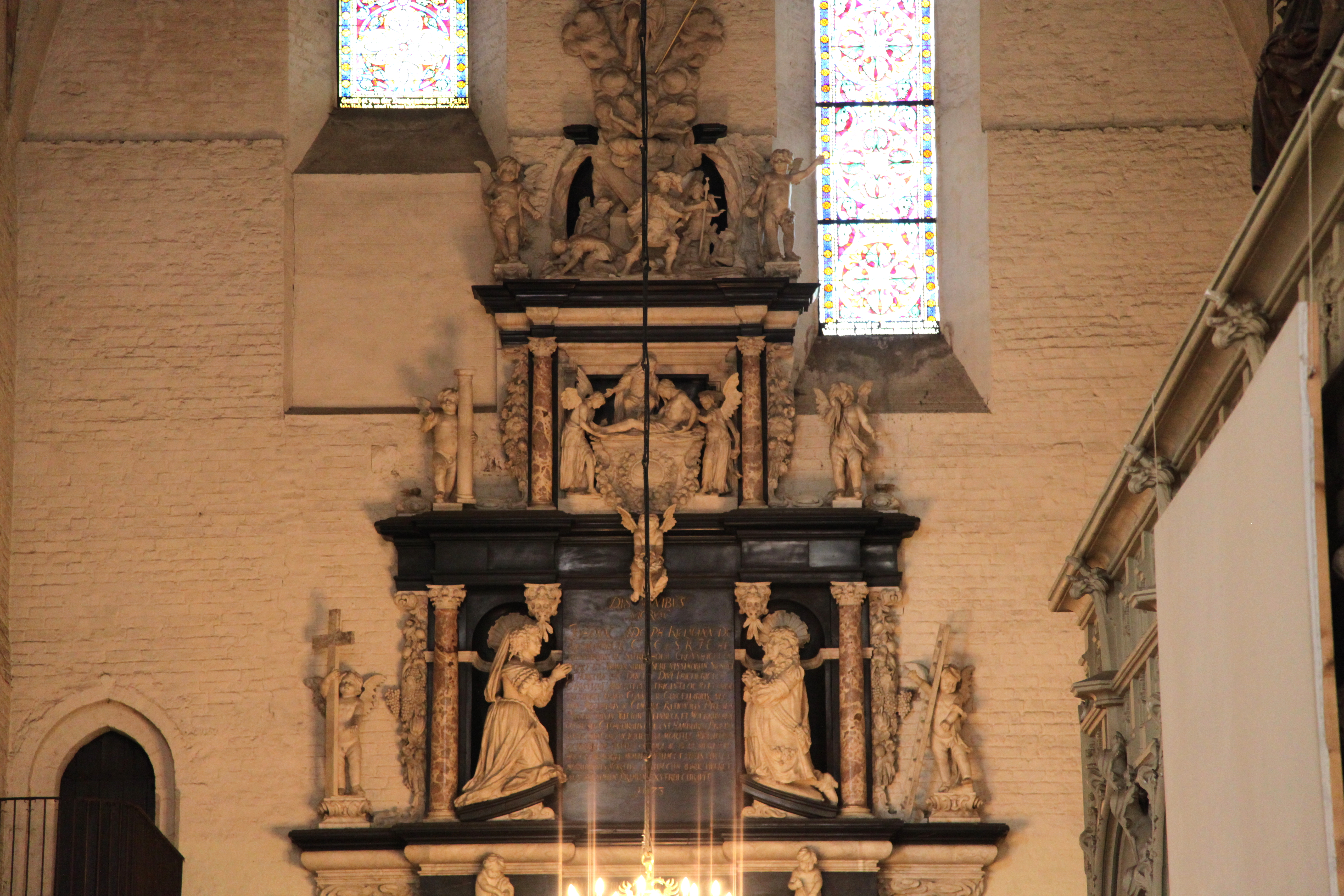
Kielmanns Epitaph im Schleswiger Dom

Bestattet sind Kielmann und seine Gattin in der Familiengruft im Schleswiger Dom. Neben einem prachtvollen Epitaph stiftete er dem Dom ein Gemälde von Ovens und mehrere Kronleuchter. Einer seiner Nachfahren verkaufte die Gruft 1784 an Seneca Inggersen, der jedoch die Sarkophage von Kielmann und seiner Frau in der Gruft beließ.

## Ehe und Kinder
Kielman war mit Margarete von Hatten (* 25. August 1617; † 12. Dezember 1656) verheiratet. Aus dieser Ehe stammen acht Kinder.
- Hans Heinrich Kielman von Kielmansegg (* 29. September 1636; † 2. Juni 1686 in Rendsburg)
- Friedrich Christian Kielman von Kielmansegg (* 1. Februar 1639; † 25. September 1714 in Hamburg)
- Johann Adolph Kielman von Kielmansegg (* 17. Januar 1642; † 2. September 1711 in London)

Für seine Söhne und deren Nachkommen hatte er 1670 zu ewigen Tagen bei der Landschaft von Norderdithmarschen die Summe von 30.000 Dänischen Kronen als unablösliches Legat angelegt. Über die Verteilung der Zinsen kam es noch Mitte des 19. Jahrhunderts zu einem Prozess bis vor das Königliche Oberappellationsgericht.